# Robert Duncan (lekkoatleta)
Robert Cochran Duncan (ur. 4 października 1887 w Bostonie, zm. 4 maja 1957 w Montrealu) – brytyjski lekkoatleta specjalizujący się w biegach sprinterskich.
Duncan reprezentował Zjednoczone Królestwo Wielkiej Brytanii i Irlandii na igrzyskach olimpijskich dwukrotnie. Po raz pierwszy miało to miejsce w Londynie w 1908 roku podczas IV Letnich Igrzysk Olimpijskich. Brytyjczyk wziął udział w dwóch konkurencjach: na dystansie 100 metrów dotarł do fazy półfinałowej (11,4 sekundy w biegu eliminacyjnym), zaś na dystansie 200 metrów odpadł w biegu eliminacyjnym (23,1 sekundy). Cztery lata później podczas V Letnich Igrzyskach Olimpijskich w 1912 roku w Sztokholmie, wystartował ponownie w dwóch konkurencjach. W biegu na 100 metrów z nieznanym czasem zajął w swoim biegu eliminacyjnym miejsca 3-4 i odpadł z dalszej rywalizacji. W biegu na 200 metrów z nieznanym czasem zajął drugie miejsce w biegu eliminacyjnym i dostał się do fazy półfinałowej, gdzie w swojego biegu nie ukończył i odpadł z dalszej rywalizacji.
Duncan był zwycięzcą szkockiej próby przedolimpijskiej przed igrzyskami w Sztokholmie. Był mistrzem Szkocji na dystansie 110 jardów w latach 1909-1910 i na dystansie 220 jardów w latach (1910-1911). Specjalizował się raczej w dłuższym z dystansów, o czym mogą świadczyć cztery wygrane na tym dystansie na międzynarodowych meczach lekkoatletycznych między Szkocją a Irlandią w latach 1908 i 1910-1912.
Reprezentował barwy klubu West of Scotland Harriers.

## Rekordy życiowe
- bieg na 100 metrów – 11,4 (1908)
- bieg na 100 jardów - 10,2 (1910)
- bieg na 200 metrów – 22,2 (1912)